# Barbara Simons
Pour les articles homonymes, voir Simons.
Barbara Simons, née le 16 juin 1929 à Wolfenbüttel, est une femme politique allemande.
Membre du Parti social-démocrate d'Allemagne, elle est députée européenne de 1984 à 1994.